# Juin 1934
Cette page présente les faits marquants du mois de juin 1934.

## Événements
- Exposition conjointe de René Iché et Max Jacob à Paris à la Galerie du Portique.
- Premier vol du Farman 430.

- 2 juin, France : inauguration du parc zoologique de Vincennes par le président de la République Albert Lebrun.

- 3 juin : Eifelrennen.

- 6 juin, Canada : fondation de l’Action libérale nationale (dirigée par Paul Gouin).

- 8 juin : premier vol du multiplace de combat Bloch MB.130.

- 9 juin[1] : la Roumanie (Nicolae Titulescu) rétablit les relations diplomatiques avec l’Union soviétique rompues depuis l’occupation de la Bessarabie.

- 11 juin : la IIIe internationale abandonne la tactique du Front unique contre la social-démocratie et appelle à la lutte antifasciste.

- 14 juin : 
  - première rencontre entre Adolf Hitler et Benito Mussolini à Venise.
  - Premier vol du chasseur Curtiss SBC Helldiver.

- 16 juin : départ de la douzième édition des 24 Heures du Mans.

- 17 juin : 
  - discours de Marbourg de Franz von Papen contre le nazisme.
  - Victoire de Luigi Chinetti et Philippe Étancelin sur une Alfa Romeo aux 24 Heures du Mans.
  - Grand Prix automobile de Penya-Rhin.

- 18 juin : premier vol du bimoteur de transport Potez 56.

- 19 juin, Canada : élections générales en Ontario le gouvernement du Parti progressiste-conservateur est défait par le Parti libéral et Mitchell Hepburn succède à George Stewart Henry au poste de Premier ministre et en Saskatchewan le Parti libéral conserve sa majorité à l'Assemblée législative ; le Farmer-Labour forme l'opposition officielle.

- 23 juin : le PCF abandonne la thèse du « social-fascisme » et appelle à l’unité d’action avec la SFIO contre le fascisme.

- 27 juin, France : Jacques Doriot, réélu à Saint-Denis, est malgré tout exclu du parti communiste.

- Nuit du 29 au 30 juin : Nuit des Longs Couteaux. Hitler fait éliminer ses opposants et ses rivaux, les chefs des SA, en particulier Ernst Röhm. Près de 1000 assassinats, dont Kurt von Schleicher et Gregor Strasser.

## Naissances
- 4 juin : Pierre Eyt, cardinal français, archevêque de Bordeaux († 11 juin 2001).
- 5 juin : Ralph Rumney, peintre britannique († 6 mars 2002).
- 6 juin : Albert II de Belgique, sixième roi des Belges, prince de Liège.
- 7 juin : Natalia Kassatkina, danseuse et chorégraphe russe († 13 mars 2024).
- 11 juin : Henri de Laborde de Monpezat, prince-consort du Danemark († 13 février 2018).
- 15 juin : Guy Bedos, acteur et humoriste français († 28 mai 2020).
- 16 juin : Bill Cobbs, acteur américain († 25 juin 2024).
- 19 juin : Gérard Latortue, homme d'État haïtien († 27 février 2023).
- 20 juin :
  - Terrence Evans, acteur américain († 7 août 2015).
  - Graham Leggat, joueur  et entraîneur de football écossais († 29 août 2015).
  - Moje Menhardt, peintre autrichienne.
  - Rossana Podestà, actrice italienne († 10 décembre 2013).
- 21 juin : Jacques Duval, journaliste et auteur québécois († 6 février 2024).
- 24 juin : 
  - Jean-Pierre Ferland, chanteur québécois († 27 avril 2024).
  - Anne Sylvestre, auteur-compositeur-interprète et chanteuse de variétés française († 30 novembre 2020).
- 25 juin : Jacques Monory, peintre français († 17 octobre 2018).
- 27 juin : Norman Atkins, sénateur canadien († 29 septembre 2010).
- 28 juin : 
  - Georges Wolinski, dessinateur humoristique français († 7 janvier 2015).
  - Carl Levin, homme politique américain († 29 juillet 2021).

## Décès
- 14 juin : Jacob Balgley, peintre et graveur russe (° 7 mars 1891).
- 26 juin : Nathaniel Lord Britton, botaniste américain (° 1859).